# Донское (озеро, Коми)
Донское, До́нты или Дон — реликтовое, пойменное озеро на юге Республике Коми, расположено в центральной части Усть-Куломского района, примерно в 1,5 км юго-восточнее села Дон.

## Этимология
Предполагается, что данный гидроним этимологически происходит от коми-пермяцкого языка, в котором слово «дон» означает чистый, прозрачный (хотя в окраске воды озера почти повсюду преобладают разные коричневатые оттенки), а слово «ты» — озеро.

## Гидрография
Озеро расположено у северо-западной окраины обширного расширения долины реки Вычегды, занятого древней озерной низиной. Донты находится на левой стороне реки Кулом-Ю (Куломъю), с которой соединён, прорытым около 160 лет назад, каналом Донвис (61°38′07″ с. ш. 53°55′24″ в. д.). Нынешняя форма Донты — удлиненная, береговая линия озера довольно сильно извилиста. Средняя ширина Донты варьируется от 100 до 500 м, максимальной ширины, примерно 3 км, озеро достигает в районе плеса Большой. Длина озера составляет не многим более 20 км (без учёта протоки Йоль — 15 км 61°35′50″ с. ш. 54°04′38″ в. д.). Площадь Донты составляет 4,6 км², глубина в период межени 1—1,5 м (2 м (1948 год) и 1,5 м (1975 год). Рельеф дна выровненный, покрыт мощными отложениями сапропеля, торфянистого ила, и заиленных песков. Северо-восточнее плёса Большой (61°36′15″ с. ш. 54°00′59″ в. д.) расположен остров Северный (61°36′54″ с. ш. 54°02′55″ в. д.). Высота над уровнем моря — 101,8 м.

## История
Окружающее озеро большое сфагновое болото Донское (Доннюр) свидетельствует о том, что когда-то Донты, вместе с прилегающими озёрами, представлял собой огромный округлой формы приледниковый водоём, образовавшийся в период последней ледниковой эпохи. Бо́льшая часть водных масс водоёма, после отступания первого постмаксимального оледенения, была спущена Вычегдой. Это способствовало его дальнейшему зарастанию и обмелению до нынешнего состояния.

## Флора
Озеро входит в состав регионального болотного заказника Дон-ты.
Видовой состав гидрофильных растений (без учёта мохообразных и водорослей) озера насчитывает 65 видов, относящихся к 49-ти родам тридцати семейств.
Особенностью видового состава растительных сообществ озера является наличие в их составе редких видов, представленных в природе небольшими по численности популяциями, часть которых занесена ныне в Красную книгу Республики Коми.
Озеро Донты обладает уникальным по своему составу комплексом высших водных и прибрежно-водных растений. В этом сравнительно небольшом водоёме зарегистрировано около 70 % макрофитов, известных из водоёмов бассейна Вычегды.
Основную роль в зарастании озера играют сосудистые семенные и споровые растения.
Околоводные местообитания озера не отличаются большим разнообразием. Открытые заболоченные участки, перемежающиеся зарослями кустарниковых ив с примесью карликовой берёзы и крушины ломкой, окружают озеро почти по всему периметру. Отчасти в восточной оконечности озера их сменяют сыролуговые местообитания с доминированием осок, дербенника иволистного и калужницы болотной. В центральной и западной частях озера с разной степенью активности доминируют осоки, хвощ топяной, вахта трёхлистная и сабельник болотный. В районе острова Северный и Северного плёса абсолютным доминантом является тростник обыкновенный.

## Населённые пункты
Озеро расположено примерно в 12 км юго-восточнее районного центра, села Усть-Кулом. Неподалёку от озера расположены следующие населённые пункты:
- село Дон (≈1,5 км северо-западнее)
- село Жежим (≈ 8 км восточнее)

## Интересные факты
Озёра Донты и Кадам предложено включить в список «7 чудес Усть-Куломского района» Республики Коми.